# Sertularella quinquelaminata
Sertularella quinquelaminata är en nässeldjursart som beskrevs av Eberhard Stechow 1931. Sertularella quinquelaminata ingår i släktet Sertularella och familjen Sertulariidae. Inga underarter finns listade i Catalogue of Life.